# シム・フースイ
『シム・フースイ』は、荒俣宏の小説である。角川ホラー文庫から現在5巻まで刊行中。

## あらすじ
帝都物語の主要人物の一人「黒田茂丸」の孫である「黒田龍人」が風水の力を用いて怪事件を解決していく。

## 登場人物
黒田龍人（くろだたつと）
本編の主人公。風水環境をシミュレーションできるプログラム「シム・フースイ」の開発者の一人。帝都物語外伝機関（からくり）童子にもゲスト出演している。
有吉ミズチ（ありよしみずち）
黒田のパートナーで霊能力を有する。その霊能力の維持のために自らに苦痛を課す。
お通
ミズチの飼っている黒猫。その名のとおり「道」に通じ幾たびかミズチの危機を救った。

## 風水用具
- 羅盤
- 八卦鏡
- 魯班尺
- 烏眼鏡

## 刊行リスト
- Version1.0：ワタシnoイエ（ISBN 978-4041690185 1993年4月）
- Version2.0：二色人（ニイルピト）の夜（ISBN 978-4041690222 1993年12月）
- Version3.0：新宿チャンスン（ISBN 978-4041690239 1995年8月）
- Version4.0：闇吹く夏（ISBN 978-4041690338 1999年4月）
- Version5.0：絶の島事件（ISBN 978-4041690352 2001年9月）

## コンピュータゲーム
- 『闇吹く夏 帝都物語ふたたび』
  - 1999年にビー・ファクトリーから4作目をベースにしたプレイステーション用ソフト」が発売された。
  - ジャンルはアクションアドベンチャーゲーム。

## テレビ番組
ハイビジョンドラマ『荒俣宏の風水で眠れない』
ハイビジョン試験放送にて1997年8月25日から4夜連続で放映されたエンターテイメント番組。2部構成となっており、第1部がドラマ『東京龍 TOKYO DRAGON』、第2部が風水を易しく解説したミニ講座『東京小龍』（出演：田口トモロヲ・荒俣宏・毛綱毅曠）。
製作はNHK、NHKエンタープライズ21、今村プロダクション。後述の映画公開以降もNHK-BS各局で繰り返し放映されていた。

### ドラマ
『東京龍 TOKYO DRAGON』（）。当番組内ドラマ作品。1話30分弱。複数の『シム・フースイ』シリーズ作品を原作・原案としている。

#### 出演者
- 黒田龍人：椎名桔平
- 有吉ミヅチ：中山エミリ
- 庄野夕子：清水美砂
- 矢崎昭二：中尾彬
- 佐久間：清水綋治
- 黒田茂丸：ミッキー・カーチス
- 新井美樹：さとう珠緒
- 鈴木英夫：江戸家猫八
- ゼネコン役員：寺田農

#### スタッフ
- 監督：片岡敬司
- 助監督：桑原昌英
- 制作統括：一井久司、上田信
- プロデューサー：坂美佐子、飯野久
- 脚本：信本敬子、山永明子（山永アキコ）
- 撮影：小松原茂、森英男
- 照明：山川英明
- 技術：室敏雄
- 録音：仲野俊幸
- 音響効果：柴崎憲治
- 美術：稲垣尚夫、竹内公一
- 音楽：本多俊之
- 特撮：古賀信明
- 編集／記録：田中美砂

### 映画
- 『出現!東京龍 TOKYO DRAGON』

上記ドラマの編集版。1997年11月22日公開。配給はエースピクチャーズ。
ポスターのタイトル上には「風水ニッポン」の表記もある。

### ソフト
- 『東京龍 TOKYO DRAGON』

1998年4月、VHSにて映画ソフトが発売。DVD化はされていない。